# Norman Aviation J6 Karatoo
Le Norman Aviation J6 Karatoo est un avion léger canadien appartenant à la catégorie des « Advanced Ultralights (en) » — une catégorie d'ULM spécifique à la réglementation aéronautique canadienne —, qui fut à l'origine conçu par l'Australien Jessie Anglin puis repris et produit par le constructeur québécois Norman Aviation (en) à Saint-Anselme. L'avion était vendu sous la forme de kits à monter soi-même ou sous la forme d'un appareil déjà entièrement assemblé et prêt à voler,,.
Sa production est terminée et le J6 n'est plus disponible à l'achat chez Norman Aviation.

## Conception et développement
Le J6 Karatoo de Norman Aviation n'est autre qu'une version modifiée de l'Anglin J6 Karatoo — aussi souvent appelé « Australian Karatoo » —, conçu pour se conformer à la réglementation canadien sur les aéronefs ultralégers. Il est équipé d'une aile haute à entretoises, d'un cockpit fermé doté de portières pouvant loger deux sièges en configuration côte-à-côte, d'un train d'atterrissage conventionnel fixe et d'un moteur en configuration tractive,.
Le fuselage est constitué de tubes d'acier soudés, les ailes étant constituées d'une structure en bois, le tout étant recouvert de tissu « aéronautique » traité. L'aile, d'une envergure de 10,1 m et d'une surface de 13,6 m2, emploie un profil de type Clark Y (en) et est dotée de volets. Elle est soutenue par des entretoises en « V ». Les moteurs standards utilisés sont le Rotax 582 (en) de 64 ch (48 kW), ainsi que les moteurs à quatre temps Rotax 912UL de 80 ch (60 kW) et Subaru EA (en) de 71 à 100 ch (53 à 75 kW).
Le temps de construction à partir du kit fourni par l'usine était estimé à 300 heures. Le prix de vente d'un exemplaire déjà assemblé était de 22 650 CAD en 1998 (soit l'quivalent de 32 970 CAD de 2025).

## Carrière opérationnelle
En novembre 2018, il restait quatre Karatoos en service au Canada, selon le registre de l'aviation civile de Transports Canada.

## Spécifications techniques (J6Karatoo)
Données de AeroCrafter - Homebuilt Aircraft Sourcebook.
Caractéristiques générales
- Équipage : 1 pilote
- Capacité : 1 passager
- Longueur : 5,79 m
- Envergure : 10,06 m
- Surface alaire : 15,7 m2
- Masse à vide : 286 kg
- Moteur : 1   moteur quatre temps à 4 cylindres à plat refroidis par air Subaru EA (en) de 90 ch (67 kW)
- Hélices : bipale en matériau composite
- Capacité en carburant : 45 litres

 Performances 
- Vitesse maximale : 161 km/h
- Vitesse de croisière : 145 km/h
- Vitesse de décrochage : 61 km/h
- Distance franchissable : 563 km
- Plafond : 3 000 m
- Vitesse ascensionnelle : 198 m/min
- Charge alaire : 31 kg/m2
- Rapport poids-puissance : 3,18 kg/ch

## Galerie photographique

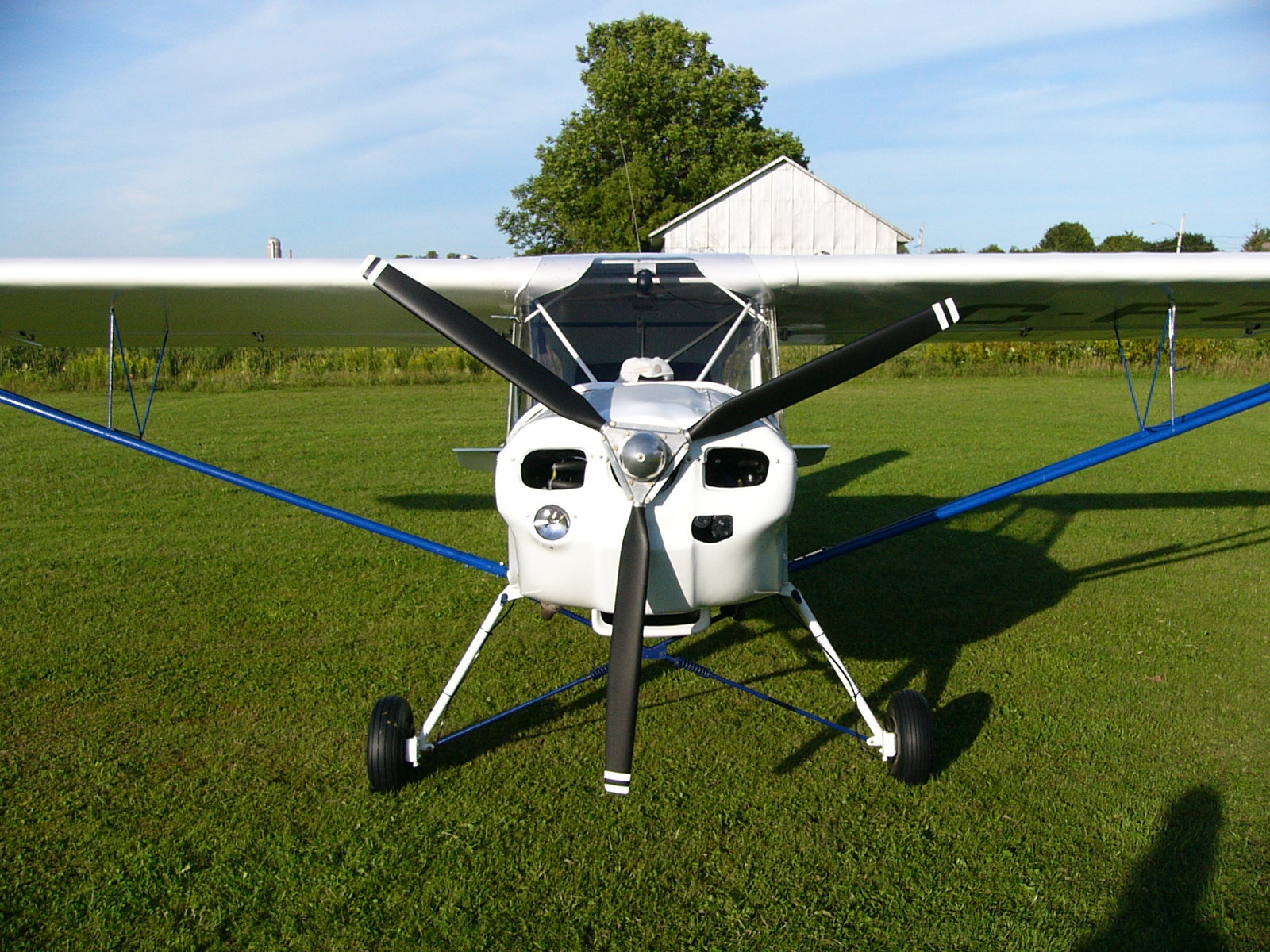
Norman Aviation J6 Karatoo.
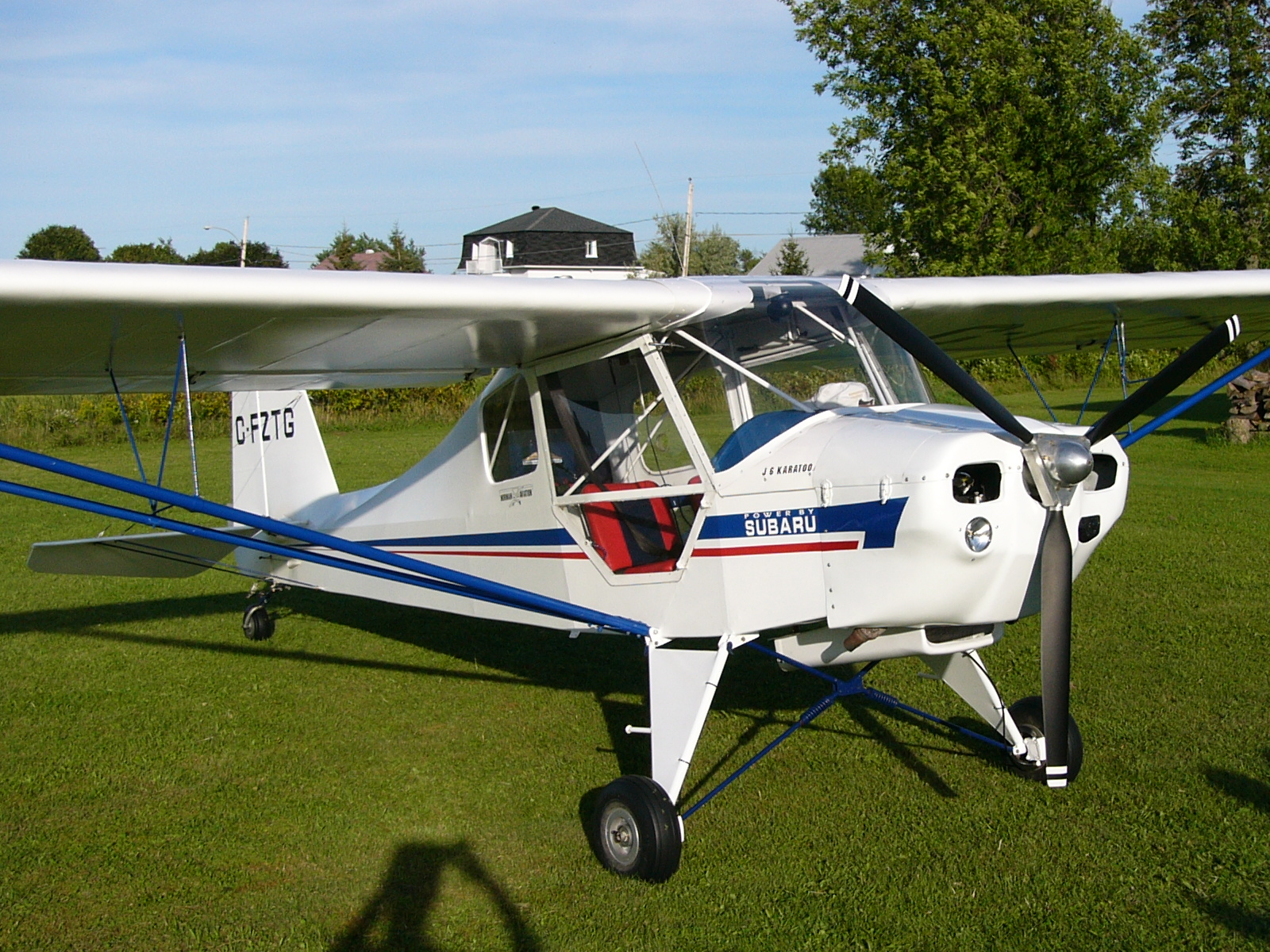
Norman Aviation J6 Karatoo.
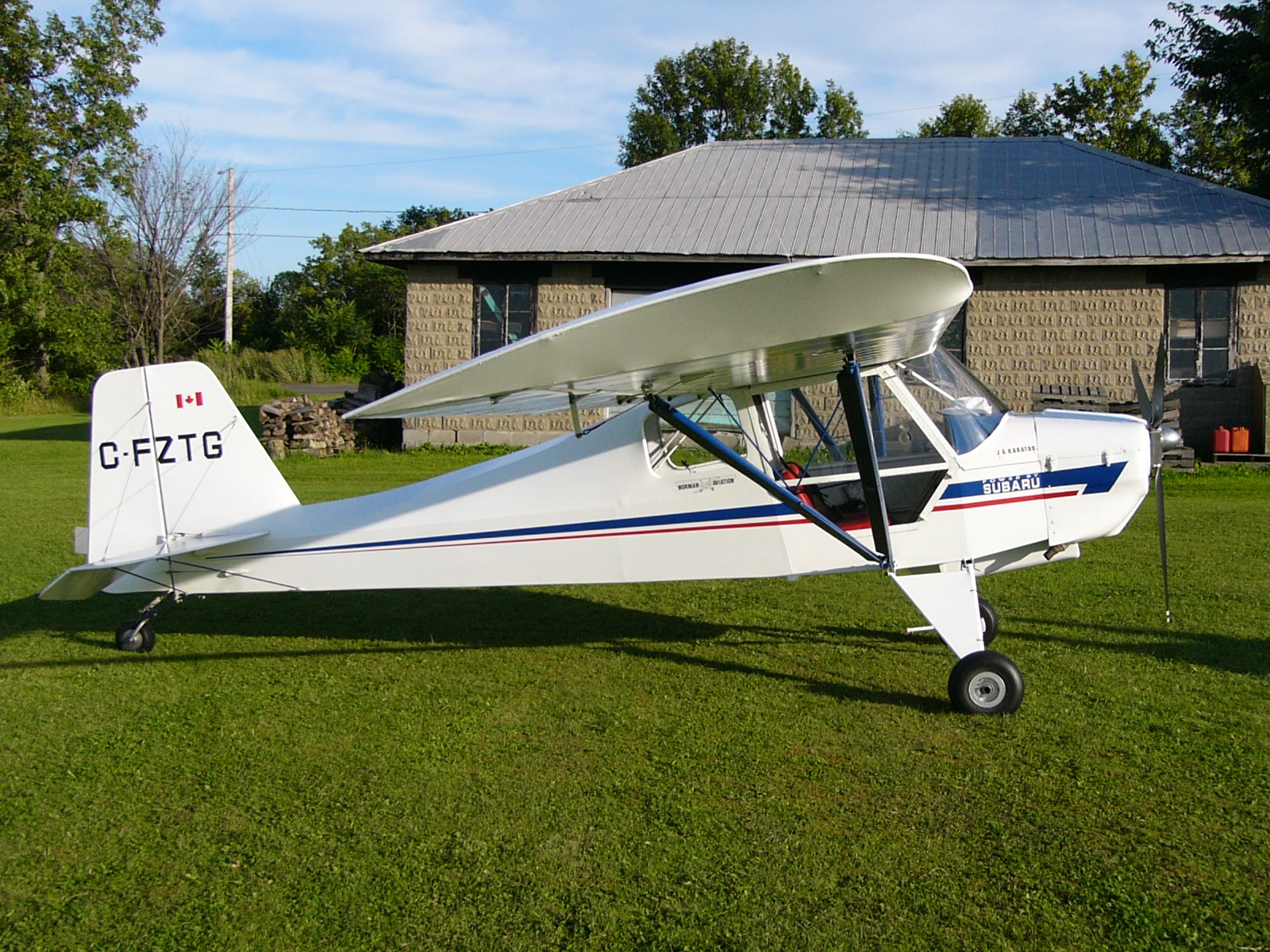
Norman Aviation J6 Karatoo.